# Sedlo (otok)
Koordinati:   43°39′32″N, 15°33′26″E
Sedlo je majhen nenaseljen otoček šibeniškega arhipelaga v srednji Dalmaciji (Hrvaška).
Sedlo leži okoli 6 km zahodno od otoka Žirje in okoli 4 km jugovzhodno od Kurbe Vele. Njegova površina meri 0,016 km². Dolžina obalnega pasu je 0,58 km. Najvišja točka na otočku je visoka 15 mnm.